# Antibiótico

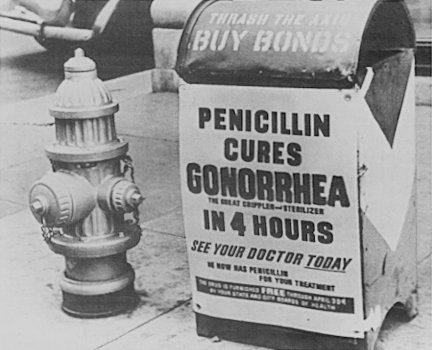
Anuncio público de aproximadamente 1944, durante la Segunda Guerra Mundial, sobre la actividad de la penicilina, uno de los primeros antibióticos comercializados.

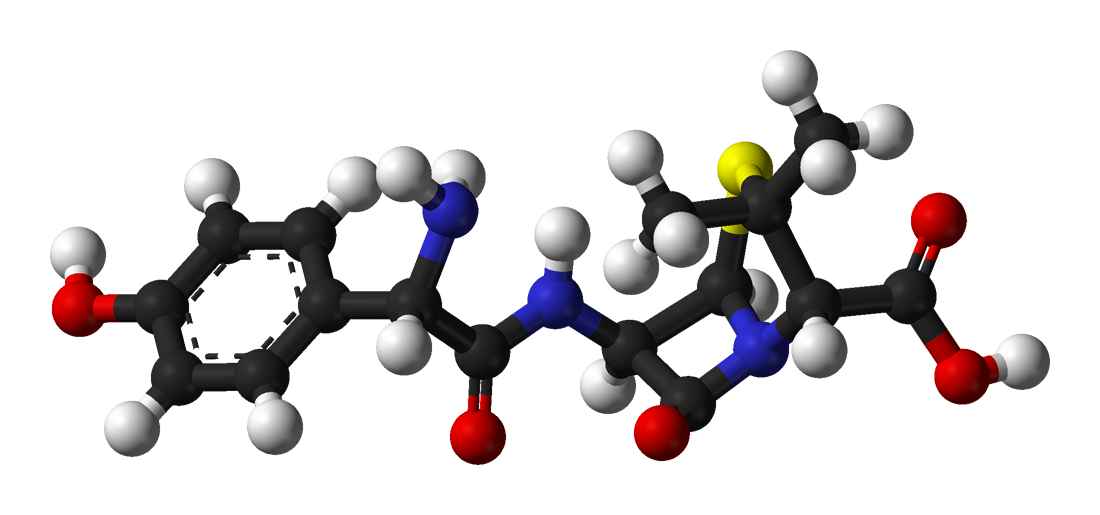
Estructura tridimensional de una molécula de amoxicilina, un antibiótico de amplio espectro y utilizado como primer fármaco para el tratamiento de múltiples infecciones.

Un antibiótico, considerando la etimología (del griego ἀντι anti, ‘opuesto’ o ‘con propiedades contrarias’; y el latín tardío biotĭcus ‘de la vida ordinaria’, y este del griego βιωτικός biotikós, ‘de los seres vivos’ o ‘de la vida’), es una sustancia química producida por un ser vivo o derivado sintético, que mata o impide el crecimiento de ciertas clases de microorganismos sensibles. Generalmente, son fármacos usados en el tratamiento de infecciones por bacterias, de allí que se les conozca como «antibacterianos».
Los antibióticos se utilizan en medicina humana y animal y en horticultura para tratar infecciones provocadas por gérmenes. Normalmente, los antibióticos presentan toxicidad selectiva, que es muy superior para los organismos invasores que para los animales o los seres humanos que los hospedan, aunque ocasionalmente puede producirse una reacción adversa medicamentosa, como afectar a la microbiota normal del organismo. Los antibióticos generalmente ayudan a las defensas de un individuo hasta que las respuestas locales sean suficientes para controlar la infección. Un antibiótico es bacteriostático si impide el crecimiento de los gérmenes, y bactericida si los destruye, pudiendo producir también ambos efectos, según los casos.
En términos estrictos o históricos, un antibiótico es una sustancia secretada por un microorganismo, que tiene la capacidad de afectar a otros microorganismos. El término antibiótico fue utilizado por primera vez por Selman Waksman en 1942 para describir ciertas «influencias antibióticas», es decir, aquellas formulaciones antagonistas al crecimiento de microorganismos y que son derivadas de otros organismos vivos. Esa definición, por ende, excluye a aquellas sustancias naturales, como el jugo gástrico y el peróxido de hidrógeno, que pueden matar a un microorganismo y que no son producidos por otros microorganismos. En la actualidad, la definición de un antibiótico está siendo usada para incluir a los antimicrobianos sintéticos o quimioterapéuticos antimicrobianos como las quinolonas, sulfamidas y otros agentes antimicrobianos derivados de productos naturales y aquellos con propiedades antibióticas descubiertas empíricamente.
El objetivo del tratamiento con antibióticos es conseguir la erradicación del microorganismo patógeno. Para ello, es necesario seguir una posología que consiga que en el foco de la infección se alcance una concentración del medicamento superior a la mínima concentración capaz de inhibir al microorganismo durante el tiempo suficiente. La automedicación con antibióticos supone un serio problema de salud pública, pues la inadecuada elección del antibiótico y, especialmente, una incorrecta posología, puede generar poblaciones de bacterias resistentes a dicho antibiótico. Por otro lado, los antibióticos y antimicrobianos son totalmente inefectivos en las enfermedades virales, por lo que su uso debe evitarse en estos casos.

## Historia
A pesar de que los potentes compuestos antibióticos para el tratamiento de enfermedades humanas causadas por bacterias, tales como la tuberculosis,  o la lepra, no se aislaron  e identificaron hasta el siglo XX, el uso más remoto de los antibióticos tuvo lugar en China hace más de 2500 años. Se sabía entonces que la aplicación de la cuajada mohosa de la soja sobre ciertas infecciones traía beneficios terapéuticos.
Muchas otras culturas antiguas, entre ellos los antiguos egipcios y griegos usaban moho y ciertas plantas para el tratamiento de infecciones debido a que contenían antibióticos. Este fenómeno recibe del nombre de antibiosis. El principio de antibiosis fue descrito en 1877 cuando Louis Pasteur y Robert Koch observaron que un bacilo en el aire podía inhibir el crecimiento de la bacteria Bacillus anthracis.
El primer antibiótico descubierto fue la penicilina, en 1897 por Ernest Duchesne, en Francia, quien trabajaba con hongos del género Penicillium, aunque su trabajo no recibió la atención de la comunidad científica. La investigación en el campo de la terapéutica antibiótica moderna comenzó en Alemania con el desarrollo del antibiótico de corto espectro Salvarsan por Paul Ehrlich en 1909. Ese descubrimiento permitió el tratamiento efectivo de la sífilis, un amplio problema de salud pública en la época. Ese medicamento, efectivo también para combatir otras infecciones por espiroquetas, ya no se emplea en el presente. Más adelante Alexander Fleming (1881-1955), un médico británico, estaba cultivando una bacteria (Staphylococcus aureus) en un plato de agar, el cual fue contaminado accidentalmente por hongos. Luego él advirtió que el medio de cultivo alrededor del moho estaba libre de bacterias, sorprendido, comenzó a investigar el porqué. Fleming ya había trabajado previamente en las propiedades antibacterianas de la lisozima, y por ello pudo hacer una interpretación correcta de lo que vio: que el hongo estaba secretando algo que inhibía el crecimiento de la bacteria. Aunque no pudo purificar el material obtenido (el anillo principal de la molécula no era estable frente a los métodos de purificación que utilizó), informó del descubrimiento en la literatura científica. Debido a que el hongo era del género Penicillium (concretamente P. notatum), denominó al producto penicilina.
Más de 10 años después, Ernst Chain y Howard Walter Florey se interesaron en el trabajo de Fleming y produjeron una forma purificada de la penicilina. Un antiguo alumno de Fleming, Cecil George Paine, realizó las primeras experiencias clínicas con penicilina en neonatos aquejados de oftalmía neonatal logrando el éxito en 1930. Paine no publicó estos resultados, cosa que sí hicieron Chain y Florey más adelante. Los tres investigadores, Fleming, Chain y Florey, compartieron el premio Nobel de Medicina en 1945. En 1939, René Dubos aisló la gramicidina, uno de los primeros antibióticos usados fabricados comercialmente e indicado en el tratamiento de heridas y úlceras. Debido a la necesidad imperiosa de tratar las infecciones provocadas por heridas durante la II Guerra Mundial, se invirtieron muchos recursos en investigar y purificar la penicilina, y un equipo liderado por Howard Florey tuvo éxito en producir grandes cantidades del principio activo puro en 1940. Los antibióticos pronto se hicieron de uso generalizado desde el año 1943.
En marzo de 2000, médicos del hospital San Juan de Dios de San José (Costa Rica) publicaron manuscritos de Clodomiro Picado que explican sus experiencias entre 1915 y 1927 acerca de la acción inhibitoria de los hongos del género Penicillium en el crecimiento de estafilococos y estreptococos infecciosos, motivo por el cual es reconocido como uno de los precursores del antibiótico penicilina, descubierta por Fleming en 1928. El informe con los resultados de los tratamientos realizados con la penicilina por Picado fueron publicados por la Sociedad de Biología de París en 1927.
El descubrimiento de los antibióticos, así como de la anestesia y la adopción de prácticas higiénicas por el personal sanitario (por ejemplo, el lavado de manos y utilización de instrumentos estériles), revolucionó la sanidad y se convirtió en uno de los grandes avances de la historia en materia de salud. A los antibióticos se les denomina frecuentemente "balas mágicas", término usado por Ehrlich, por hacer blanco en los microorganismos sin perjudicar al huésped.

## Mecanismo de acción

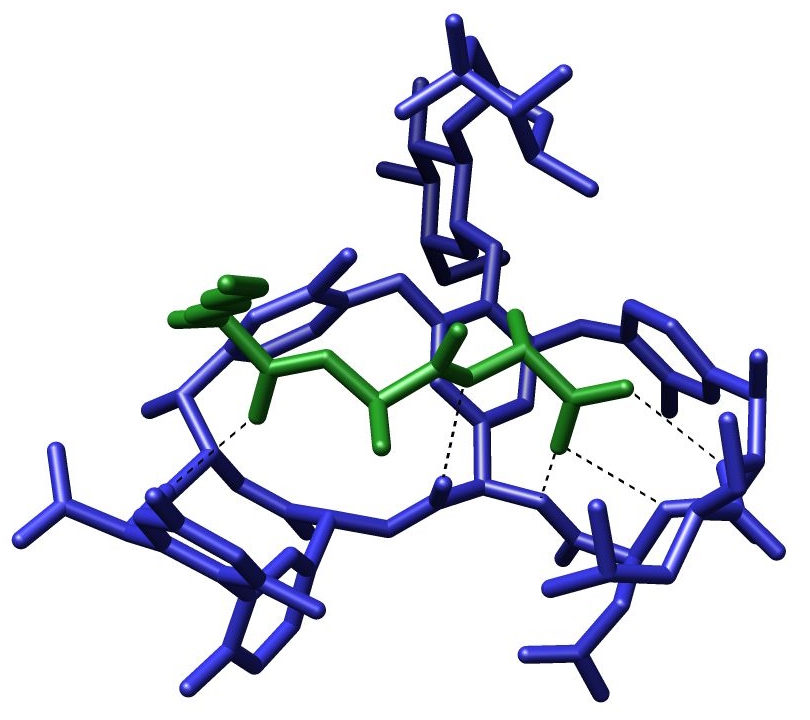
Representación de un péptido corto (verde) precursor de la pared celular de una bacteria unido al antibiótico vancomicina (azul). El péptido en cuestión se une a la vancomicina por cinco enlaces de hidrógeno (líneas punteadas).

Debido a que los antibióticos tienen efectos sobre una diversidad de bacterias, sus mecanismos de acción difieren basados en las características vitales de cada organismo y que, por lo general, son objetivos que no existen en las células de mamíferos. 

### Pared celular
Algunos antibióticos ejercen su función en regiones y orgánulos intracelulares, por lo que son ineficaces en bacterias que contengan una pared celular, a menos que se logre inhibir la síntesis de esta estructura exterior, presente en muchas bacterias, pero no en animales. Muchos antibióticos van dirigidos a bloquear la síntesis, exportación, organización o formación de la pared celular, específicamente los enlaces cruzados del peptidoglicano, el principal componente de la pared celular, sin interferir con los componentes intracelulares. Esto permite alterar la composición intracelular del microorganismo por medio de la presión osmótica. Como la maquinaria intracelular permanece intacta, ello aumenta la presión interna sobre la membrana hasta el punto en que esta cede, el contenido celular se libera al exterior, y la bacteria muere. También permiten la entrada de otros agentes antimicrobianos que no pueden atravesar la pared celular. Algunos ejemplos clásicos son:
- la bacitracina: del grupo de los péptidos, inhibe al transportador lipídico del peptidoglucano hacia el exterior de la célula.
- la penicilina: en el grupo de los betalactámicos, inhibe la transpeptidación, una reacción en la que se producen los enlaces cruzados de la pared celular y bloquea los inhibidores de las autolisinas.
- las cefalosporinas: otro tipo de moléculas que inhiben la transpeptidación, por unión a las proteínas PBPs, implicadas en la última fase de la formación de la pared celular.

### Membrana celular
Ciertos antibióticos pueden lesionar directa o indirectamente —al inhibir la síntesis de los constituyentes— la integridad de la membrana celular de las bacterias y de ciertos hongos. Las polimixinas, por ejemplo, son antibióticos que actúan como surfactante o detergente que reacciona con los lípidos de la membrana celular de las bacterias. Ello destruye la integridad de la permeabilidad de la membrana. Los elementos hidrosolubles y algunos que son tóxicos para el germen, pueden así entrar sin restricción al interior celular. La gramicidina A forma poros o canales en las bicapas lipídicas.

### Acción sobre ácidos nucleicos (ADN y ARN) y proteínas
Algunos antibióticos actúan bloqueando la síntesis del ADN, ARN, ribosomas, ácidos nucleicos o las enzimas que participan en la síntesis de las proteínas, resultando en proteínas defectuosas. La mitomicina es un compuesto con estructura asimétrica y que se fija a las hélices del ADN e inhibe o bloquea la expresión de la enzima ADN polimerasa y, por ende, la replicación del ADN y el ensamblaje de las proteínas. La actinomicina, por su parte, ejerce su mecanismo en la misma manera que la mitomicina, solo que es una molécula simétrica.
Las sulfamidas son análogos estructurales de moléculas biológicas y tienen parecido a las moléculas normalmente usadas por la célula diana. Al hacer uso de estas moléculas farmacológicas, las vías metabólicas del microorganismo son bloqueadas, provocando una inhibición en la producción de bases nitrogenadas y, finalmente, la muerte celular.
Las quinolonas y fluoroquinolonas actúan sobre enzimas bacterianas del tipo girasas y topoisomerasas del ADN, responsables de la topología de los cromosomas, alterando el control celular sobre la replicación bacteriana y produciendo una alteración en la lectura del mensaje genético.

### Acción sobre los ribosomas
Aproximadamente la mitad de los antibióticos actúan por inhibición de los ribosomas bacterianos, los orgánulos responsables de la síntesis de proteínas y que son distintos en composición de los ribosomas en mamíferos. Algunos ejemplos incluyen los aminoglucósidos (se unen de forma irreversible a la subunidad 30S del ribosoma), las tetraciclinas (bloquean la unión del aminoacil ARNt al complejo ARNm-ribosoma), eritromicina (se fijan de manera específica a la porción 50S de los ribosomas bacterianos) y la doxiciclina.

## Clases de antibióticos
Atendiendo a la relación entre actividad y concentración, se puede hablar de tres categorías de antimicrobianos:
- Los que producen una acción bactericida poco relacionada con la concentración. Esto ocurre con los betalactámicos y los glucopéptidos.
- Los que poseen actividad bactericida dependiente de la concentración, como los aminoglucósidos y las fluoroquinolonas.
- Los que se comportan preferentemente como bacteriostáticos como los macrólidos, tetraciclinas y cloranfenicol.

En atención a su estructura química se pueden clasificar como:

## Criterios para el uso de antibióticos
Los antibióticos solo deben ser usados bajo observación y prescripción de un especialista de la salud autorizado. En general no se puede consumir alcohol durante la terapia antibiótica, pues, aunque no inhibe la acción del antibiótico en la mayoría de los casos, produce efectos secundarios muy similares a los de los antibióticos, potenciando el efecto indeseable de las reacciones adversas. El alcohol también compite con enzimas del hígado haciendo que la concentración en el plasma sanguíneo de la droga sea la inadecuada, como es el caso del metronidazol, algunas cefalosporinas, disulfiram, doxiciclina, eritromicina, entre otros.
Otras consideraciones a tomar antes de la prescripción de antibióticos son:
1. Conocimiento bibliográfico, para dar tratamiento empírico.
2. Cultivo y antibiograma (búsqueda de la sensibilidad de antibióticos).
3. Biodisponibilidad.
4. Edad y peso del paciente.
5. Embarazo y lactancia.
6. Enfermedades concomitantes.
7. Alergias.
8. Vía de administración.
9. Condiciones generales del paciente.
10. Dosificación del medicamento.
11. Duración del tratamiento.
12. Gravedad del caso.
13. Estado inmunológico del paciente.
14. Disponibilidad del medicamento en la comunidad.

## Efectos adversos

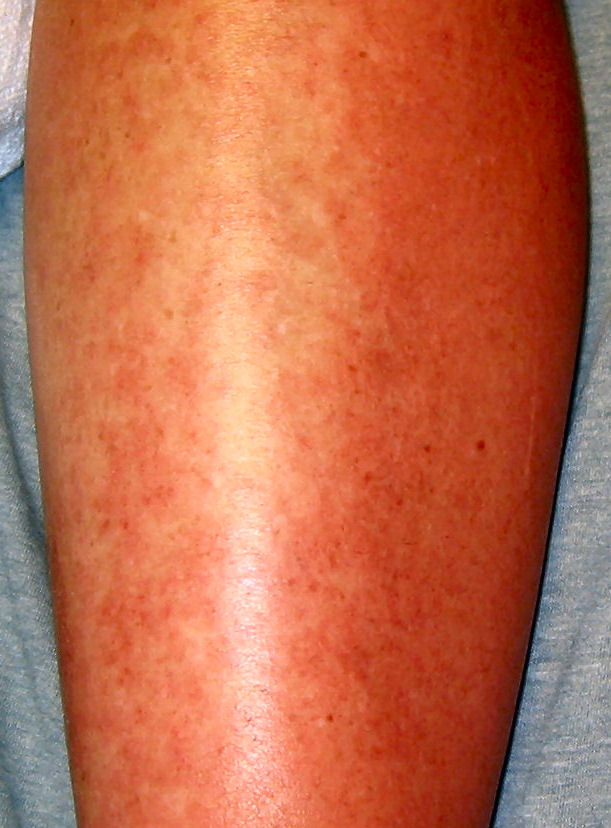
Urticaria de la piel de la región tibial anterior, por el uso de un antibiótico.

Los posibles efectos secundarios del uso de antibióticos son variados y dependen tanto del antibiótico utilizado como del paciente. Estas consecuencias adversas pueden incluir fiebre y náuseas, así como ciertas reacciones alérgicas. Uno de los efectos secundarios más comunes es la diarrea; esta usualmente sobreviene cuando el antibiótico perturba el balance normal de la microbiota microbiana intestinal y la bacteria anaeróbica Clostridium difficile prolifera. Este tipo de perturbaciones no son exclusivas del sistema digestivo, pues alteran, por ejemplo, la microbiota vaginal como en el caso de la infección por el hongo Candida (candidiasis). La interacción medicamentosa con otros fármacos puede provocar otros efectos secundarios como, por ejemplo, un elevado riesgo de daño de un tendón cuando se combinan antibióticos del grupo de las quinolonas y un corticoesteroide sistémico.
Existe la hipótesis de que algunos antibióticos podrían interferir con la eficacia de las píldoras anticonceptivas. Sin embargo, no existen estudios concluyentes que demuestren ese hecho; por el contrario, la mayoría de los estudios de investigación sugieren que los antibióticos no tienen efectos de interferencia con los anticonceptivos orales.

## Abuso de los antibióticos
Las formas usuales de abuso de los antibióticos incluyen la toma de antibióticos para una enfermedad no infecciosa o infección no bacteriana con fiebre, en particular el uso de antibióticos durante una infección viral, como un catarro o una gripe; así como la administración incompleta del antibiótico, generalmente debido a que el paciente se siente mejor una vez que la infección comienza a ceder. Estas situaciones pueden facilitar la aparición de poblaciones bacterianas que desarrollen resistencia antibiótica.

### Animales
Existe un debate sobre la conveniencia de incluir los antibióticos en la dieta de los animales de granja sanos. Los opositores de esta práctica indican que conduce a la resistencia a los antibióticos, incluyendo en bacterias que infectan a los humanos, como los géneros Salmonella, Campylobacter, Escherichia coli y Enterococcus. Además, la emisión de metano en los excrementos de ganado tratado con tetraciclina aumenta un 80 % en comparación con los gases emitidos en los excrementos de ganado libre de antibióticos. La tetraciclina contenida en los excrementos del ganado tratado modifica la flora intestinal del escarabajo Aphodius fossor cuando el escarabajo se alimenta con dichos excrementos.
La práctica continúa en muchos lugares, no obstante, debido a que los antibióticos en la alimentación del ganado proporcionan un aumento de peso y porque tiene sentido económico para las granjas o ranchos individuales. Entre otras razones, el uso de antibióticos en la alimentación vacuna parece promover una disminución en el grosor del intestino animal, mejorando como consecuencia la absorción de alimentos y el peso del animal.
Se estima que más de un 70 % de los antibióticos usados en los Estados Unidos se dan con los alimentos animales, como en el caso de gallineros, cerdos y ganado. En la Unión Europea y Estados Unidos, los animales de granja reciben al año más de 10 000 toneladas de antibióticos para acelerar el crecimiento y prevenir enfermedades.
Las resistencias están extendidas en vertebrados marinos, quienes pueden ser importantes reservorios de bacterias resistentes a los antibióticos.

### Humanos
Un estudio de infecciones del tracto respiratorio encontró que los médicos tienden a prescribir antibióticos a pacientes que se pensaba que requerían del medicamento, sin embargo, solo 1 de cada 4 de esos pacientes efectivamente los requerían. Existen diferentes formas de intervenir, tanto a pacientes como a sus médicos, con el fin de reducir la prescripción inadecuada de antibióticos. El uso excesivo de antibióticos de manera profiláctica entre viajeros puede también ser clasificado como un uso inadecuado de estos medicamentos. En general constituye un error común la utilización de la profilaxis para evitar la colonización por cualquier microorganismo, o todos ellos.

### Uso prudente de antibióticos
Debido a las consecuencias y efectos adversos para la salud humana derivados del uso inadecuado de los antibióticos, se han puesto en marcha diversas acciones por parte de las autoridades sanitarias y entidades científicas y profesionales con el objetivo de promover el uso racional de estos fármacos. Estas intervenciones son de muy diversas índoles y van dirigidas al conjunto de la población; entre otras, incluye:
- Acciones de formación de profesionales.
- Acciones de información a la población general, y en particular a los sectores de la población más frecuentemente implicada en el consumo de antibióticos, por ejemplo, las infecciones respiratorias en la población infantil.[57][58]
- Desarrollo de políticas institucionales y estándares de consumo de calidad de los antibióticos.
- Campañas institucionales nacionales y supranacionales. En este contexto se sitúan las celebraciones anuales del Día Europeo para el Uso Prudente de los Antibióticos (cada 18 de noviembre)[59] y la Semana Mundial de Sensibilización sobre los Antibióticos durante el mes de noviembre.
- Regulación de la dispensación de los medicamentos que contienen antibióticos en las oficinas de farmacia.

## Resistencia a los antibióticos

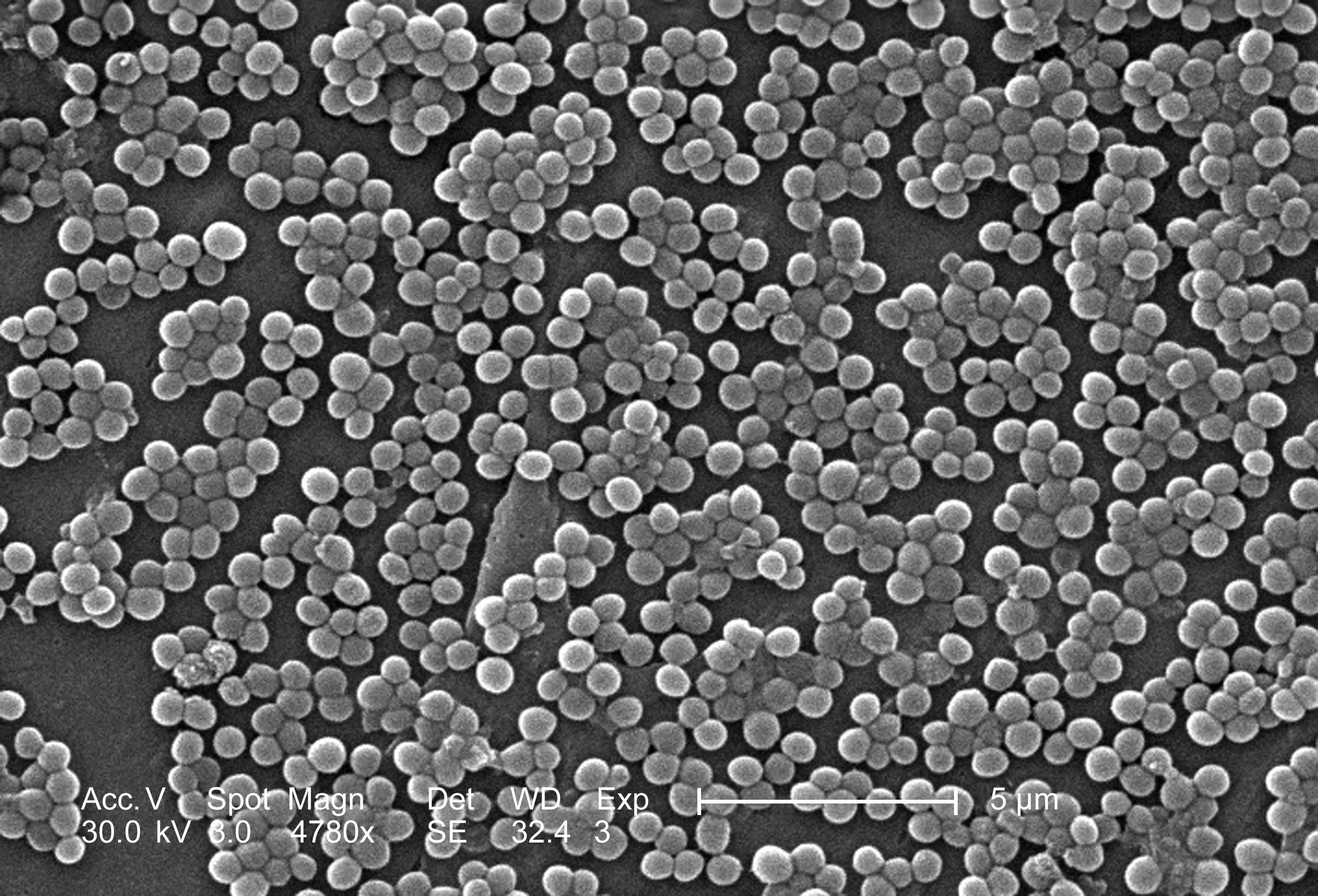
Microscopio electrónico de barrido, muestra al Staphylococcus aureus resistente a meticilina.

Uno de los efectos colaterales del mal uso o abuso de los antibióticos es que las bacterias se vuelvan resistentes a sus efectos. En la síntesis evolutiva moderna que afecta la selección genética, se requiere que muy cerca de un 100 % de los organismos infectantes sean erradicados para prevenir la aparición de una resistencia microbiana. Si una subpoblación de pequeño tamaño lograse sobrevivir al tratamiento y se les permite multiplicar, la susceptibilidad promedio de esta nueva población será menor que la original, puesto que descienden de organismos que ya sobrevivieron una vez al tratamiento original. Con frecuencia, esta supervivencia proviene de un compuesto de resistencia en la bacteria que sobrevivió y que será transmitida a su descendencia.
En 1984 la mitad de las personas con tuberculosis activa en los Estados Unidos tenía una variedad que resistía al menos a un antibiótico. Entre 1985 y 1991 la tuberculosis aumentó en un 12 % en los Estados Unidos y un 300 % en África donde el VIH y la tuberculosis se suelen encontrar conjuntamente. El Staphylococcus aureus resistente a meticilina es un microorganismo particularmente nocivo, que es muy común en hospitales. El estafilococo era una bacteria tremendamente susceptible a la penicilina en los años 1940 y que en el presente, casi todas las cepas de esa bacteria son resistentes a la penicilina y muchas de ellas son también resistentes a nafcilina, de modo que solo queda el uso de drogas como la vancomicina para el tratamiento de algunas cepas resistentes. Otra bacteria resistente a poderosos antibióticos es la cepa de Enterococcus resistentes a la vancomicina.
Así como el S. aureus, muchas otras bacterias causantes de enfermedades en el mundo se están volviendo resistentes a los tratamientos antibióticos más comunes. Ello ocurre cuando en la bacteria ocurren cambios o adaptaciones que le permiten sobrevivir aún en la presencia de un antibiótico que en alguna ocasión era capaz de matar o inhibir al germen. Varios estudios han demostrado una fuerte asociación entre el asistir a guarderías y un aumento en la frecuencia de niños portadores de Streptococcus pneumoniae especialmente cepas resistentes a la penicilina y otros antibióticos.
Las personas que lleguen a infectarse con bacterias resistentes a antibióticos tienen una mayor probabilidad de tener una más larga y cara estadía hospitalaria y, como resultado tienen un mayor riesgo de que la infección se vuelva letal. Un reporte de los Centros para el Control y la Prevención de Enfermedades de los Estados Unidos determinó que en 1974, un dos por ciento de las infecciones hospitalarias en ese país eran causadas por el S. aureus resistente a la meticilina, mientras que en 1995 eran del 22 % y del 63 % en 2004.
En algunos casos, como en ciertos hospitales, el uso de antibióticos de bajo costo se ve limitado a la cantidad de resistencia ya existente en los patógenos. Ello conduce a la necesidad de administrar antibióticos menos usados, lo que a su vez conlleva a un aumentado riesgo de la aparición de resistencias a esos fármacos.
La resistencia a antibióticos ocurre por uno de cuatro posibles mecanismos:
1. La inactivación o modificación del medicamento.
2. Alteración del sitio diana del antibiótico.
3. Alteración de la ruta metabólica inhibida por el antibiótico.
4. Producción de mecanismos que diluyen o reducen la acumulación del antibiótico.

La resistencia que ha sido adquirida por un microorganismo es transmitida a través de los genes a su progenie. Esta resistencia también puede ser transmitida de una bacteria a otra que no es su progenie por medio de fragmentos de cromosoma llamados plásmidos. Los plásmidos le permiten a una bacteria transmitir su capacidad de resistencia, adicional a cualquier otra información incluida en el plásmido, incluso a bacterias que sean de una especie diferente.
Ciertos organismos de salud como la Administración de Drogas y Alimentos estadounidense, han prohibido el uso de antibióticos como la enroflaxina, de uso veterinario, por causar la aparición de resistencia a bacterias como el género Campylobacter, por ejemplo.

### Adyuvantes
El incremento de los microorganismos resistentes a múltiples antibióticos ha estimulado la evolución de estas terapias. Una solución para combatir la resistencia a antibióticos es el desarrollo de compuestos farmacéuticos que reviertan la resistencia microbiana. Estos agentes se conocen como modificadores de resistencia y su diana es el mecanismo empleado por el microorganismo para conferirle resistencia a los antibióticos. Estos compuestos incluyen:
- Inhibidores de las bombas de eflujo o expulsión bacteriana (Phe-Arg-β-naftilamida).[65]
- Inhibidores de betalactamasas, incluyendo el ácido clavulánico y el sulbactam.

## Alternativas a los antibióticos
También están apareciendo terapias alternativas al uso de antibióticos, como la terapia con bacteriófagos, que emplea un grupo de virus para invadir a las bacterias y alterar la programación genética que le confiere resistencia a los antibióticos.
La terapia con fagos aún está en sus estudios iniciales de investigación y su aplicación real es muy limitada.
Las bacteriocinas son toxinas de naturaleza proteica producidas por bacterias para inhibir el crecimiento de otras bacterias.
Se ha estudiado el uso de esas moléculas como agentes terapéuticos en sustitución de los antibióticos.
Algunas de las bacteriocinas estudiadas con este propósito incluyen las microcinas y lantibióticos. Su aplicación se ha propuesto fundamentalmente para aplicación tópica y gastrointestinal.

## Producción comercial
No fue sino hasta 1941 que Florey y Chain desarrollaron métodos para producir penicilina comercialmente para uso humano. Puesto que la Segunda Guerra Mundial estaba en pleno apogeo, los esfuerzos de producción de penicilina se enfocaban a la distribución entre los soldados aliados. Cuando Inglaterra —donde trabajaban Florey y Chain— perdió la capacidad industrial para producir el antibiótico el proceso se trasladó a los Estados Unidos, donde se desarrollaron nuevos procedimientos para la producción masiva de los medicamentos. Poco antes de la conclusión de la II Guerra Mundial, la penicilina ya estaba comercialmente disponible para el público en general.
Si bien algunos de los antibióticos más empleados son producidos naturalmente por microorganismos (como la penicilina), se han realizado esfuerzos de biotecnología para incrementar la productividad y el rendimiento de las cepas empleadas. De este modo, las cepas comerciales empleadas en la actualidad producen 40 000 veces más antibiótico que el aislado original de Fleming. Hacia fines de la década de 1960, los investigadores descubrieron que las bacterias crecían mejor en el espacio exterior. En las condiciones del espacio los microorganismos hasta ahora evaluados son capaces de producir más antibióticos, hasta un 200 % más, que las mismas especies en las condiciones de la Tierra.
El número de antibióticos conocidos ha aumentado desde cerca de 500 en 1960 hasta más de 11 000 en 1994, más de la mitad producidas a partir de especies de Streptomyces. Otros microorganismos productores de masivas cantidades de antibióticos incluyen hongos filamentosos y actinomicetos distintos al Streptomyces y Actinomyces.
En 1945 se obtuvieron más de 646 billones de unidades de penicilina.
En 1980, el antibiótico más producido era la cefalosporina, seguida de la ampicilina y la tetraciclina: en total se estimaba que la producción mundial de antibióticos ese año superaba las 100 000 toneladas, con ventas en los Estados Unidos de cerca de mil millones de dólares. En el presente, el mercado anual mundial está valorado en más de 20 000 millones de dólares. El costo de introducir un nuevo antibiótico al mercado, desde su investigación y desarrollo, es de aproximadamente 1200 millones de dólares. De este modo, en el siglo XXI los antibióticos se producen industrialmente a gran escala y se venden en un mercado competitivo (esto es, son una «commodity química»).
La producción industrial de antibióticos ocurre por un proceso de fermentación, en la que el microorganismo crece en grandes calderos (de 100 000-150 000 litros cada uno) que contienen medio de cultivo líquido. La concentración de oxígeno, la temperatura, el pH y los niveles de nutrientes son controlados a un nivel óptimo para cada microorganismo. El antibiótico, que es un metabolito del germen, es extraído y purificado hasta obtener un producto cristalizado. Dependiendo del antibiótico se requieren unos pasos de purificación u otros, como por ejemplo un intercambio iónico, su precipitación, etc.
El género Streptomyces es uno de los más investigados para la búsqueda de nuevos antibióticos, en la que se ha manipulado genéticamente la maquinaria de producción de los ribosomas para producir nuevos y mejores antibióticos.

### Residuos de antibióticos
El uso de antibióticos en la ganadería suele ser necesario para la prevención y el tratamiento de enfermedades de los animales. El descubrimiento de esta aplicación de los antibióticos y ciertas vacunas facilitó la cría de ganado en grandes cantidades por medio de la reducción de enfermedades en los animales. El uso de antibióticos en estos casos también se indica para ofrecer un rendimiento mejorado en el crecimiento y la eficiencia alimenticia, así como para sincronizar o regular el ciclo reproductivo y el rendimiento de reproducción de los animales en esta industria. Los residuos de antimicrobianos a menudo conducen a efectos residuales nocivos para los humanos, incluyendo una reducción sustancial en la eficacia del arsenal antimicrobiano de uso en humanos. De manera que la presencia de residuos de antibióticos y su adecuada detección en la leche, carne y huevos de producción comercial es una preocupación de la industria para asegurar al público que la distribución de estos y otros productos resulta segura. Los antibióticos así usados en la ganadería son también uno de los contaminantes asociados con la descarga de residuos animales en lagos, ríos y el aire.

## Pruebas de susceptibilidad antimicrobiana

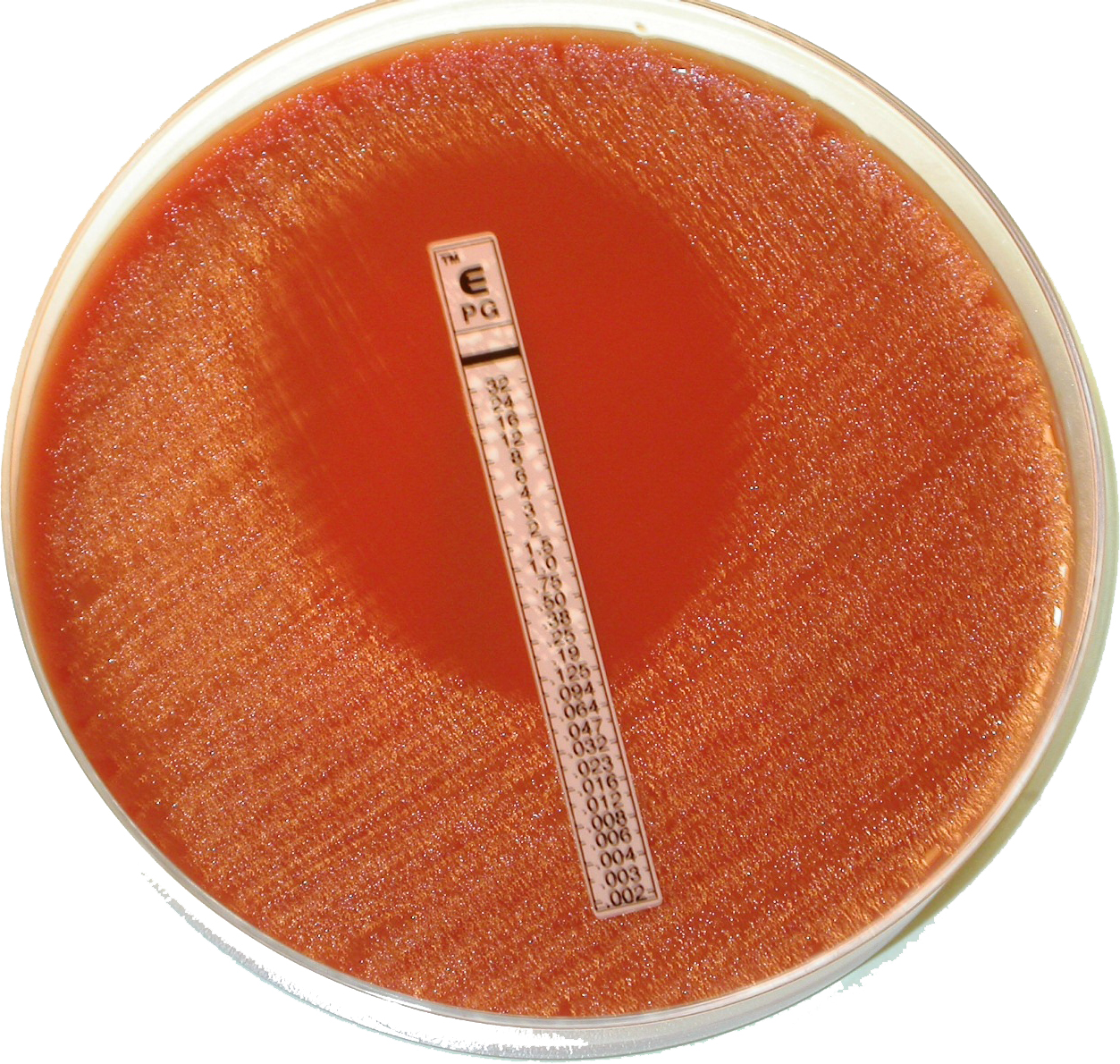
Prueba de epsilometría. Un cultivo puro de bacterias crece sobre una placa de Petri (que contiene un medio de cultivo sólido gelificado mediante agar) excepto en el punto en el que la tira de antibióticos comienza a inhibir su crecimiento.

En muchos casos es posible aislar en cultivo puro la bacteria causante de una enfermedad. Puesto que algunas cepas bacterianas son resistentes a antimicrobianos y la susceptibilidad de estos microorganismos está continuamente cambiando, es crítico realizar pruebas de bacterias individuales en oposición a agentes antimicrobianos. Estas pruebas de susceptibilidad, llamadas antibiogramas, son realizadas en el laboratorio clínico, y proveen información al especialista de salud que le guía en el tratamiento de procesos infecciosos.
Algunos microorganismos de crecimiento difícil o fastidioso, como las especies del género Mycobacterium y las bacterias anaerobias estrictas (es decir, aquellas que mueren al contacto con bajas presiones parciales de oxígeno) requieren pruebas especiales para determinar su susceptibilidad, la mayoría de los cuales son automatizados. 
Entre otras consideraciones, se evalúa la producción de β-lactamasa por parte de los organismos, y se comprueba la presencia de Staphylococcus aureus resistente a meticilina.

### Pruebas cuantitativas
Algunas de las pruebas de susceptibilidad antimicrobiana más comunes que producen resultados cuantitativos incluyen:
- Susceptibilidad por caldos diluidos: realizada por una serie de diluciones del antibiótico, en concentraciones decrecientes, a partir de un caldo de crecimiento bacteriano puro, hasta obtener la menor concentración del antibiótico que es capaz de causar la muerte al aislado en el tubo.
- Pruebas de agar diluido: una serie de diferentes concentraciones de antibióticos dentro del rango terapéutico se mezclan en tubos con agar y puestos dentro de varias placas de Petri; a estos tubos se les añade posteriormente el cultivo microbiano y se reporta la concentración de la placa de Petri que inhibió su crecimiento.
- Prueba de epsilometría o E-test: en la que se siembra el microorganismo sobre una placa de cultivo sólido y se le coloca una tira con diferentes concentraciones del antibiótico, reportando el punto en la tira que indica el comienzo de la inhibición bacteriana.

### Pruebas cualitativas
Las pruebas cualitativas son efectivas y usadas ampliamente. El método Kirby-Bauer, uno de los más empleados, consiste en situar sobre una placa de cultivo inoculada en césped (es decir, que en ausencia de agentes selectivos crecería en toda la superficie de una placa de Petri) un número de discos de celulosa impregnados con distintos antibióticos; tras la incubación del dispositivo, la bacteria no crecerá en torno a los discos impregnados del antibiótico al que es sensible. Además, el diámetro del halo de inhibición está relacionado con la efectividad del antibiótico para esa cepa. Otras pruebas menos usadas incluyen el test de Schilchter, que determina la dilución del plasma sanguíneo del paciente necesario para que el patógeno muera, empleado ocasionalmente en enfermedades como la endocarditis bacteriana y la osteomielitis. Otros exámenes determinan la concentración del antibiótico en el suero sanguíneo del paciente, indicado especialmente en terapias con aminoglucósidos, cloranfenicol y vancomicina.